# Подвійна страховка
«Подвійна страховка» (англ. Double Indemnity) — художній фільм-нуар, поставлений 1944 року Біллі Вайлдером за мотивами однойменної повісті Джеймса Кейна. Назва фільму відтворює традиційний для страхових полісів тих років пункт, що гарантує подвійну виплату, якщо застрахований гине від малоймовірного нещасного випадку (у фільмі — на залізниці). 1992 року Бібліотека Конгресу включила фільм «Подвійна страховка» до Національного реєстру фільмів. На 1 березня 2024 року фільм займав 106-ту позицію у списку 250 кращих фільмів за версією IMDb.
Український переклад зробила студія Омікрон на замовлення Гуртом..

## Сюжет
Страховий агент Волтер Нефф (Фред МакМюррей) зустрічає «фатальну блондинку» Філліс Дітріхсон (Барбара Стенвік). Дітріхсон (чиє ім'я та манери нагадують Марлен Дітріх) без особливих зусиль зачаровує Неффа. Вона маніпулює ним і переконує звільнити її від жорстокого чоловіка, а заразом і забезпечити власне спільне майбутнє, підсунувши приреченому чоловікові на підпис поліс із «подвійною страховкою». Злочинці майстерно виконують заплановане.
Проте товариш Неффа по службі — страховий детектив Бартон Кіз (Едвард Г. Робінсон), не підозрюючи Волтера, з усім тим перетворює життя вбивці на кошмар.

## У ролях
- Фред МакМюррей[en] — Волтер Нефф
- Барбара Стенвік — Філліс Дітріхсон
- Едвард Г. Робінсон — Бартон Кіз
- Джин Гезер[en] — Лола Дітріхсон
- Портер Гол[en] — Джексон
- Річард Гейнс — Едвард Нортон — молодший
- Том Паверс — містер Дітріхсон
- Байрон Барр — Ніно Закетті

## Номінації
| Рік  | Премія | Категорія                    | Ім'я                           | Результат |
| ---- | ------ | ---------------------------- | ------------------------------ | --------- |
| 1945 | Оскар  | Найкраща жіноча роль         | Барбара Стенвік                | Номінація |
| 1945 | Оскар  | Найкраща операторська робота | Джон Зайтц                     | Номінація |
| 1945 | Оскар  | Найкращий режисер            | Біллі Вайлдер                  | Номінація |
| 1945 | Оскар  | Найкраща музика              | Міклош Рожа                    | Номінація |
| 1945 | Оскар  | Найкращий фільм року         | Paramount Pictures             | Номінація |
| 1945 | Оскар  | Найкращий звук               | Лорен Райдер                   | Номінація |
| 1945 | Оскар  | Найкращий сценарій           | Реймонд Чандлер, Біллі Вайлдер | Номінація |

## Цікаві факти
- Фільм висувався на «Оскар» за сімома номінаціями, але не переміг у жодній.
- Страховий агент Нефф, за сценарієм — неодружений, завжди носить обручку. Помилку помітили лише після завершення зйомок.